# Takao Horiuchi
Takao Horiuchi (堀内孝雄, Horiuchi Takao, né le 27 octobre 1949 à Osaka) est un chanteur et compositeur japonais de enka. Il a sorti une cinquantaine de singles et une quinzaine d'albums depuis 1975, et compose également pour d'autres artistes.
Il remporte le prix des Japan Record Award en 1990 dans la catégorie enka.